# Štěpánka Cimlová
Štěpánka Cimlová (* 28. února 1987), vystupující pod pseudonymem Štěkánka the Učitelka, je česká pedagožka, představitelka současného reformně-pedagogického hnutí v Česku, manažerka a influencerka. Dlouhodobě se zabývá kvalitou vzdělávání a patologickými jevy v českých školách. Je autorkou metodiky "Barevné klávesy" pro výuku hry na klavír.

## Životopis
V průběhu studia na gymnáziu v České republice vycestovala a studovala v rámci výměnného pobytu na střední škole v Kanadě. Posléze vystudovala Ekonomiku a management na Fakultě managementu Vysoké školy ekonomické v Praze. Pracovala ve škole v Himálaji jako ekonomická poradkyně a učitelka, po svém návratu do České republiky pracovala na manažerských pozicích v uměleckém průmyslu a jako učitelka, ke školství se plně vrátila jako PR manažerka konzervatoře. Vystudovala doplňující pedagogické studium Učitelství pro SŠ a 2. stupeň SŠ na Vysoké škole evropských a regionálních studií v Českých Budějovicích. Ve své pedagogické praxi vyučovala v mateřské škole, základní škole, středním odborném učilišti i střední škole. Nyní je majitelkou soukromé školy v jižních Čechách, zabývá se výukou anglického jazyka, hry na klavír a vzděláváním dětí s individuálním vzdělávacím plánem.

## Mediální činnost
Štěpánka Cimlová aktivně působí (pod pseudonymem Štěkánka the Učitelka) na sociálních sítích jako je TikTok, Instagram, Facebook či YouTube. Robert Čapek (Líný učitel) ji označuje za učitelský hlas pro žáky /a pedagogy. Je hostem rozhovorů nebo přispívá do mnoha profesních i populárních časopisů. Prostřednictvím zmíněných sociálních sítích se na ni obracejí žáci, studenti, rodiče, ale i učitelé s nejrůznějšími problémy a nepříjemnostmi, které ve školách zažívají. Díky své dlouholeté pedagogické praxi je schopná jim odborně poradit a zároveň informuje veřejnost o současné situaci ve školství. 

## Publikační činnost

### Monografie
- CIMLOVÁ, Štěpánka (2015): Můj kousek Indie. Beletris. 176 stran.
- CIMLOVÁ, Štěpánka (2022): Barevné klávesy: Škola hry na klavír. EDIKA. 104 stran.
- CIMLOVÁ, Štěpánka (2023): Barevné klávesy: Zpěvník pro mírně pokročilé. EDIKA. 72 stran.
- CIMLOVÁ, Štěpánka (2023): Barevné klávesy: Klavírní cvičení pro začátečníky. EDIKA. 64 stran.